# قطعنامه ۷۶ شورای امنیت
قطعنامه ۷۶ شورای امنیت سازمان ملل متحد که در تاریخ ۰۵ اکتبر ۱۹۴۹ تصویب شد، سندی بین‌المللی دربارهٔ هزینه‌های آیندهٔ ناظران نظامی سازمان ملل متحد در اندونزی است. این قطعنامه طی نشست ۴۴۹ام با ۹ موافق، ۱ مخالف و ۱ ممتنع تصویب شد.